# Fortunato Bartolomeo De Felice
Fortunato Bartolomeo De Felice (Roma, 24 agosto 1723 – Yverdon-les-Bains, 13 febbraio 1789) è stato uno scrittore, editore ed erudito italiano.

## Biografia

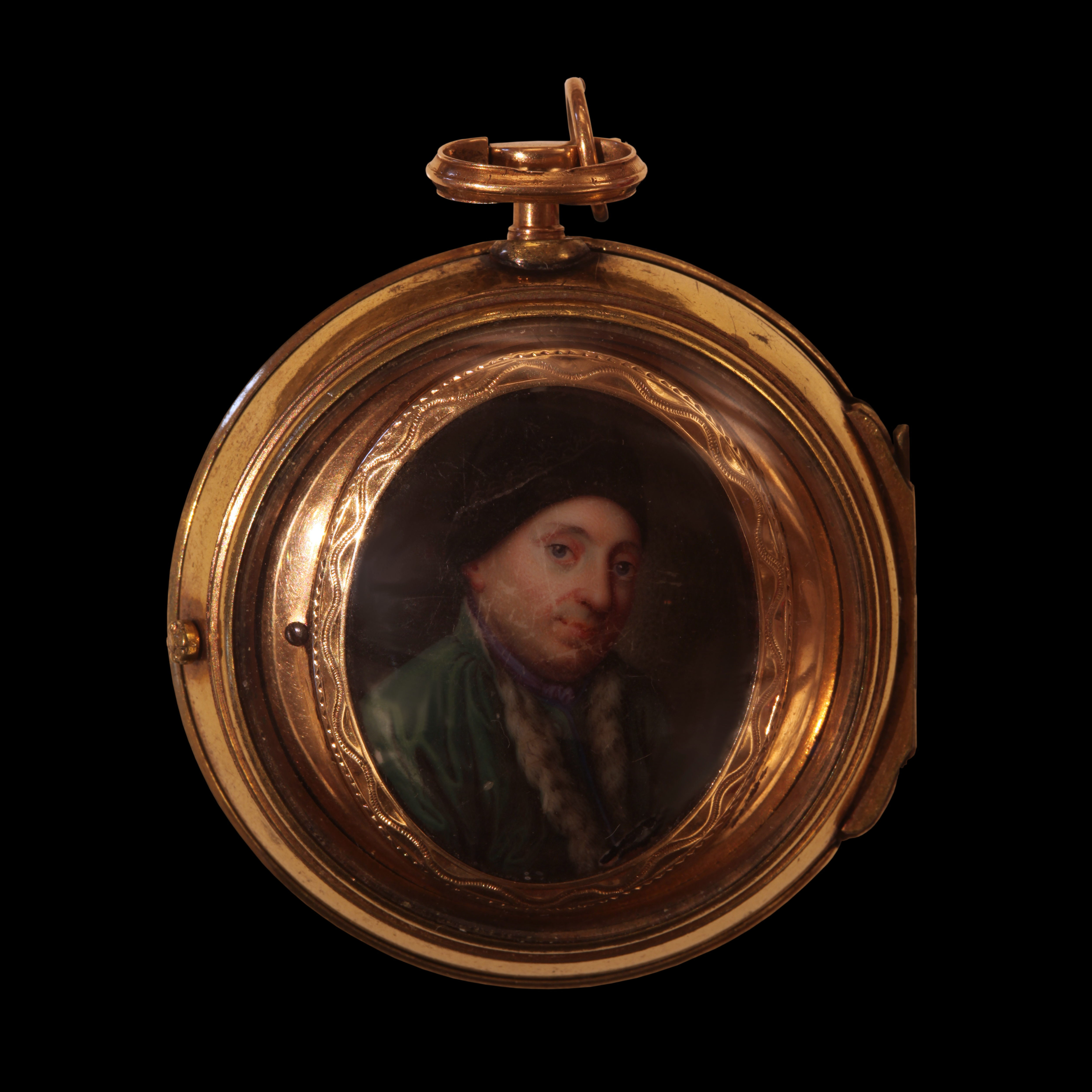
Orologio da taschino di Fortunato Felice con il suo ritratto, esposto al Museo di Storia di Yverdon

Nato a Roma da una famiglia di origine napoletana, studiò presso i frati minori riformati a Roma e dal 1740 al 1743 a Brescia dove fu allievo di Fortunato da Brescia dalle cui posizioni prese in seguito le distanze.
Accolto nell'ordine nel 1743, venne ordinato prete e nominato professore di filosofia a Roma nel 1746, nel 1753 divenne professore di fisica sperimentale e di matematica a Napoli. Durante il suo soggiorno a Napoli tradusse opere di John Arbuthnot, Cartesio e Pierre-Louis Moreau de Maupertuis.
A causa dello scandalo suscitato dalla scoperta della sua relazione con la contessa Panzutti, nell'estate del 1757 abbandonò i voti e su invito di Albrecht von Haller fuggì sotto falso nome a Berna, dove abiurò il cattolicesimo e divenne protestante.
Nel 1757 pubblicò l'opera De Newtoniana attractione, unica cohaerentiae naturalis causa commentata favorevolmente dal matematico e fisico svizzero Daniel Bernoulli. Nel 1759 si sposò una prima volta, seguirono altri due matrimoni nel 1769 e nel 1774.
Nel 1762 lasciò Berna è si stabilì a Yverdon dove fondò una stamperia a che divenne una delle più rilevanti della Svizzera.
Pubblicò, tra l'altro, le sue voluminose opere storiche e filosofiche tra cui il suo Discours sur la manière de former l'esprit et le cøur des enfants dedicato alle istituzioni scolastiche locali (divenute in seguito celebri per l'opera di Johann Heinrich Pestalozzi).
Tra le opere anche le Mémoires de la Société œconomique de Berne (in 24 volumi, 1763-72), Le Bacha de Bude (1765), capolavoro di Victor de Gingins Moiry, balivo di Yverdon, testi in francese o tradotti in francese di Élie Bertrand, Charles Bonnet, Jean-Jacques Burlamaqui, Albrecht von Haller, Gabriel Seigneux de Correvon, Simon-Auguste Tissot e di altri autori dell'Illuminismo.
Pubblicò anche la sua Encyclopedie ou dictionnaire universel raisonné des connaissances humaines (42 vol., 1770-1780), aggiornamento e rielaborazione in chiave meno antireligiosa dell'Encyclopédie di Parigi.
Le informazioni sulla vita di De Felice giungono per lo più dalla fitta corrispondenza con diversi eruditi dell'epoca tra i quali Onorato Caetani, Jean-Henri-Samuel Formey,  Giovanni Bianchi con i quali ebbe una corrispondenza più fitta. Tra gli altri scambi epistolari vi sono quelli con Pietro Verri, Cesare Beccaria e Gaetano Filangieri.
Dai suoi tipi uscirono inoltre:
- Dizionario universale ragionato delle umane cognizioni (42 volumi, 1770-75)
- Supplemento al Dizionario (6 volumi, 1775-76)
- Tavole (10 volumi, 1775-80), in collaborazione con Eulero, Dupuis, Lalande, Haller e altri
- Sul modo di formare la mente ed il cuore dei fanciulli (1763)
- Principii del diritto della natura e delle genti (1769)
- Lezioni di logica (1770)
- Elementi del governo interiore di uno stato (1781)
- Quadro filosofico della religione cristiana (1757)
- De Newtoniana attractione, adversus Hambergen (1757)